# 안토니오 부에나벤투라
안도니오 부에나 벤 투라(영어: Antonio R. Buenaventura 1904년 5월 4일 ~ 1996년 1월 25일)는 필리핀의 작곡가이다. 그는 필리핀의 여러 민족 집단들의 민요를 바탕으로 교향악과 관현악 뿐만 아니라 솔로 악기의 작곡을 했다. 그는 클라리넷을 능숙하게 연주했고 필리핀 출신의 이플랫에초(E-flat Echoes)에서 3월의 승리(Triumphal March), 과거의 메아리(Echoes of the Past), 역사 판타지(History Fantasy), 2번 교향곡(Second Symphony) 등 여러곡을 썼다. 자유의 여신 그의 관현악곡에서는 G 마이너의 콘서트 서곡,서곡, 푸구, 필리핀의 승리한 민다나오 스케치, C장조 교향곡 등이 있다.